# José Peixoto
José Afonso dos Reis Peixoto (17 de enero de 1960), conocido como José Peixoto, es un prolífico guitarrista y compositor portugués que ha grabado en torno a una treintena de discos, ya sea como solista, en colaboración con otros músicos o formando parte de alguna banda. Durante más de una década, por ejemplo, formó parte del exitoso grupo Madredeus.
Es un guitarrista de formación clásica de gran prestigio que compone e interpreta en gran cantidad de estilos, desde el fado y la música popular, pasando por el jazz y músicas de otras partes del mundo.

## Biografía
José Peixoto estudió guitarra clásica en la Academia de Amadores de Música de Lisboa, donde fue compañero de Pedro Ayres Magalhães. Posteriormente continuó sus estudios con el Piñeiro Nagy, y más tarde el propio Peixoto terminaría siento profesor de esta escuela durante una década. Como parte de su formación también realizó el curso de guitarra de Alberto Ponce y el de música de cámara de Alberto Lisy.
Como intérprete de laúd, formó parte del grupo de música antigua La Batalla dirigido por Pedro Caldeira Cabral y con el cual gravó el álbum "Cantigas de Amigo"
Como músico, arreglista y compositor a trabajado con figuras de la categoría de Maria João, Janita Salomé, José Mário Branco, Rui Veloso, o Mafalda Veiga, entre otros.
En 1989 fundó dos grupos: Cal Viva (con Carlos Bica) y Trio Guitarras de Lisboa (con José Mesquita Lopes y António Ferreirinho). Además fue el director musical del disco "Feiabonita", de Anamar.
Ha participado en las giras europeas de Maria João, Mário Laginha, Carlos Bica y José Salgueiro, grabando para la compañía ENJA.
En 1993 fue invitado a formar parte de Madredeus.
Su primer disco en solitario fue "As Vozes do Passo", de 1996.
En 2000 participó, con Teresa Salgueiro, en un disco de Angelo Branduardi y dos años después organiza con Fernando Júdice, compañero de Madredeus, el proyecto Carinhoso, que desembocará en el un disco dedicado al artista brasileño Pixinguinha.
En 2008 fue invitado por José Salgueiro a formar parte del proyecto Aduf, que dejó el legado de un disco en estudio y otro en directo.

## Última época
Entre otros proyectos, desde el 21013  forma parte del Quinteto de Lisboa, un regreso al fado que titularon como "Nova Música Urbana Portuguesa", junto con João Gil, Fernando Júdice, y las voces de Hélder Moutinho y María Berasarte, con la colaboración como letrista de João Monge.
En España ha tocado con figuras de la talla de Paco de Lucía.

## Discografía
Solista
- «As Vozes dos Passos» (União Lisboa, 1996)
- «A Vida de Um Dia» (União Lisboa, 1998)
- «O Que Me Diz O Espelho da Água» (2000)
- «Aceno» (Zona Música, (2003)

Con SISH
- «Espaços» (1987)

Con EL FAD
- «El Fad» (1988)
- «VIVO» (Grão Editora, 2008)
- «Lunar» (JACC Records, 2010)

Con Cal Viva
- «Cal Viva» (1989)
- «Sol» c/Maria João (Enja, 1991)

Con Taifa
- «Taifa» (1993)

Con Madredeus
- «Espírito da Paz» (Metro Blue, 1994)
- «Ainda» banda sonora do filme Lisbon Story de Wim Wenders (Blue Note, 1995)
- «O Paraíso» (Metro Blue, 1997)
- «O Porto» Ao vivo Coliseu do Porto (1998)
- «Movimento» (Blue Note, 2001)
- «Amor infinito» (EMI, 2004)
- «Faluas do Tejo» (EMI, 2005)

Con Fernando Júdice
- «Carinhoso» (2002)

Con Filipa Pais
- «Estrela» (Zona Música, 2004)

Con Maria João
- «Pele» (Zona Música, 2006)

Con SAL (grupo formado con Fernando Júdice y Ana Sofia Varela
- «Sal» (E3C Music, 2007)

Con María Berasarte
- «Todas las horas son viejas» (Universal Music, 2008)

Con ADUF
- «Aduf» (Aduf edições, 2010)

Con António Quintito y José Salgueiro
- «Volta» (JACC Records, 2012)